# Olga Milles

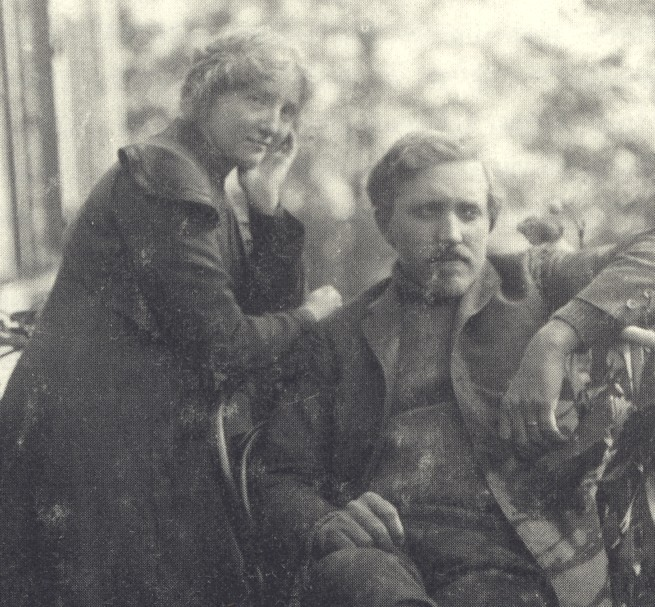
Olga und Carl Milles um 1908

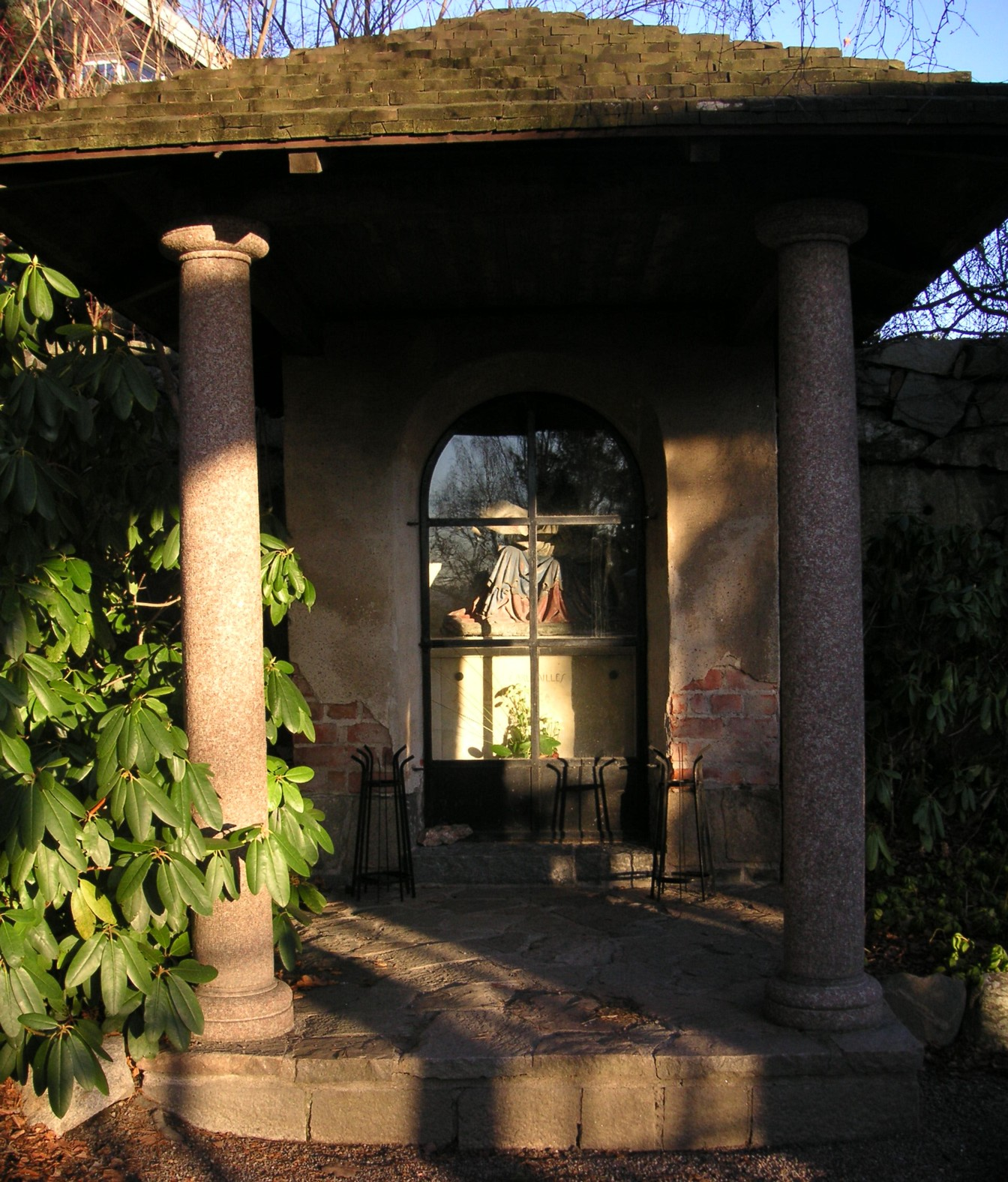
Lilla Skogskapellet

Olga Milles, geborene Granner (* 24. Januar 1874 in Leibnitz; † 3. Januar 1967 Graz) war eine österreichisch-schwedische Künstlerin. Sie war mit dem schwedischen Bildhauer Carl Milles verheiratet.

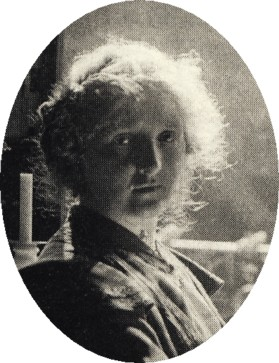
Olga Granner 1904

Olga Granner wuchs in Graz auf und zeigte schon früh eine ausgeprägte Veranlagung für die Malerei. 
Unterstützt durch ihre Familie, die ihr Talent förderte, studierte sie schon im Alter von zwölf Jahren die Landschaftsmalerei und bekam ein dreijähriges Stipendium der Stadt Graz. 
Nach Studienjahren in München fuhr sie in Österreich übers Land und porträtierte wohlhabende Bauern und deren Kinder, um sich ihre Studienreise nach Paris zu finanzieren. 
In den 1890er Jahren hatte sie eigene Ausstellungen in Wien und München. 
Im Gegensatz zu Carl Milles war Olga Granner schon eine anerkannte Künstlerin, als beide nach Paris kamen.
Im Jahr 1898 trafen sich Olga Granner und Carl Milles zum ersten Mal, zwei Jahre später verlobten sie sich heimlich und 1905 heirateten sie in München. 
In seinen Liebesbriefen nannte er sie (auf nicht ganz korrektem Deutsch) „mein kleines Haselnuss“ und sie antwortete mit „mein lieber Brummbär“. 
Mit der Heirat schien jedoch Olga Milles frühere künstlerische Ausdruckskraft und ihre ausgeprägte Selbstständigkeit wie weggewischt, sie zeichnete und malte zwar noch, aber seltener und mit langen Pausen. 
Während sie ständig selbstkritisch an ihrem Können zweifelte, zweifelte Carl Milles niemals an seiner kolossalen Größe. 
Im Jahr 1906 kam das Paar Milles zurück nach Schweden und fing 1908 damit an, den Millesgården auf Lidingö aufzubauen, eine große Künstlervilla mit Atelier und Skulpturengarten, heute ein Museum. 
Olga Milles fühlte sich jedoch nie recht wohl in Schweden, da half es auch nicht, dass Carl Milles ihr ein „Klein Österreich“ im Garten der Villa gestalten ließ. 
Erst in Cranbrook, USA, wo das Paar Milles von 1931 bis 1951 lebten, blühte sie auf. 
Nach ihrer Rückkehr nach Europa lebten sie hauptsächlich in Rom, die Sommer verbrachten sie im Millesgården. 
Nach dem Ableben von Carl Milles 1955 kehrte sie in ihr geliebtes Österreich zurück, wo sie zurückgezogen bis zu ihrem Tod lebte. 
Ihre Asche wurde neben ihrem Mann in der Lilla Skogskapellet (kleine Waldkapelle) im Millesgården beigesetzt.